# Brachychampsa
Brachychampsa é um género extinto da superfamília alligatoridae. Os espécimes foram encontrados no Novo México, Colorado, Wyoming, Montana, Dakota do Norte e Dakota do Sul, Nova Jérsia e Saskatchewan. Entretanto, um espécime foi descoberto na formação Darbasa no Cazaquistão, contudo o estado de preservação do fóssil impossibilita a identificação da espécie. O género apareceu pela primeira vez em finais da época Campaniana do Cretáceo Superior (fase geológica Juditiano no Norte da América) e extinguiu-se em princípios da fase Daniana no período Paleoceno (época do Puercano), alguns milhões de anos após a extinção do Cretáceo-Terciário. Brachychampsa se distingue por el alargado quarto dente pré-molar da mandíbula superior.
A posição de Brachychampsa dentro da superfamília Alligatoroidea passou por numerosas revisões desde que foi originalmente nomeado. A princípio foi enquadrado na família Alligatoridae e mais tarde foi incluído na subfamília Alligatorinae. em 1964, Entretanto, fora colocada de parte tanto da Alligatorinae como da Alligatoridae (mas ainda dentro da Alligatoroidea) em 1994.

## Espécies

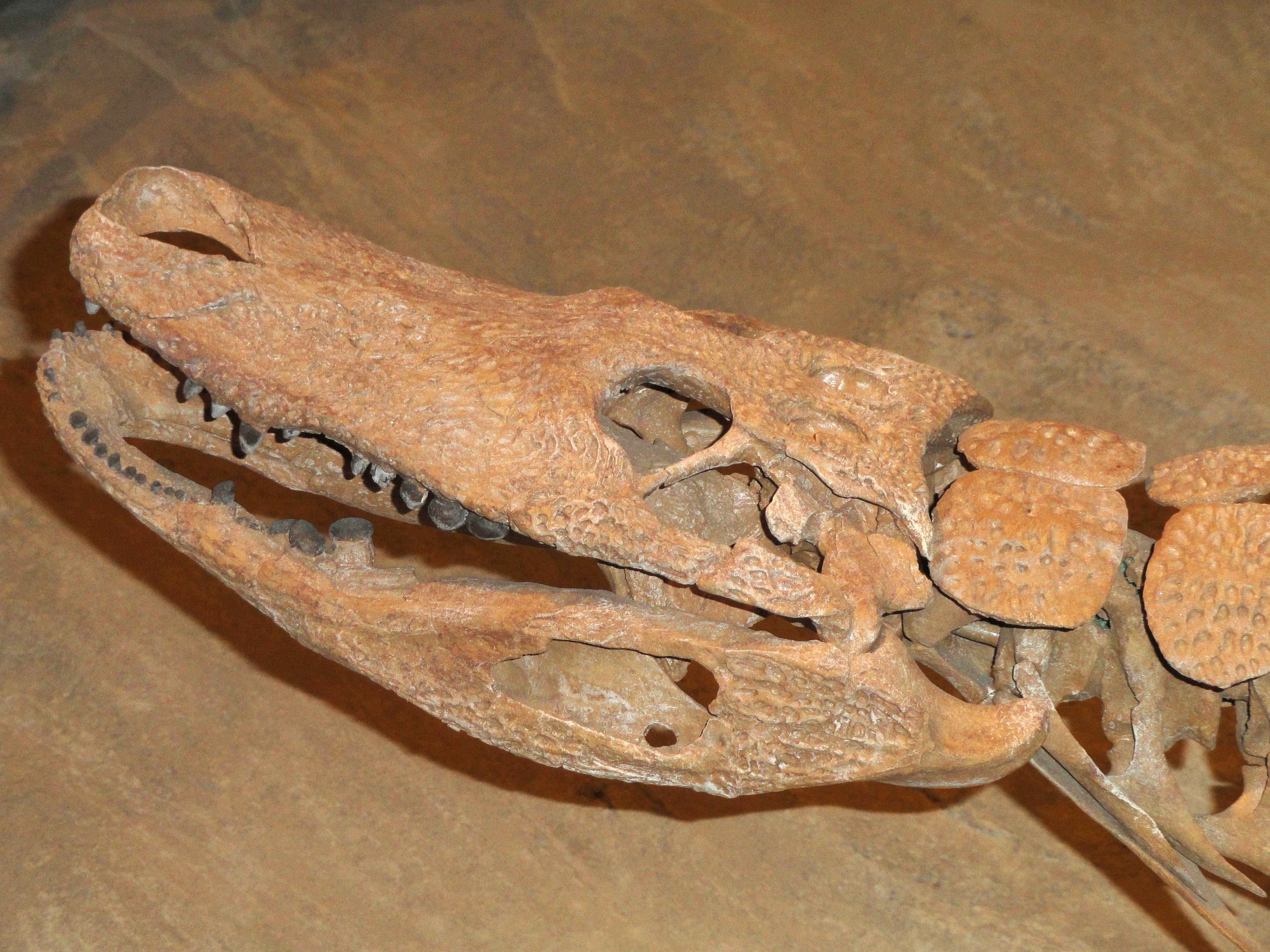
Detalhe do crânio.

A espécie-tipo de Brachychampsa é B. montana, descoberta na Formação Hell Creek de Montana e descrita por Charles W. Gilmore num artigo em 1911. Nesse mesmo artigo, Gilmore recombinou a Bottosaurus perrugosus como um nova espécie de Brachychampsa, denominada B. perrugosus. O espécime do holótipo de B. perrugosus desapareceu quando o artigo foi escrito, tendo sido mais tarde redescoberto e pouco tempo depois designado como um nomen dubium devido à falta de características de diagnóstico que os distingam de outros aligatores descobertos desde que o artigo foi publicado. Outra espécie do Membro Allison da formação Menefee da Bacia San Juan, B. sealeyi, foi descoberta em 1996, mas mais tarde alegou-se tratar-se de uma sinonímia de B. montana uma vez que se tratava de um jovem exemplar desta última espécie. No entanto, outros estudos afirmam que algumas das variações observadas entre as duas espécies, como a orientação da fileira dental do maxilar, pode não ser ontogénico, o que tornaria o B. sealeyi um taxon válido.